# Colonia Argentina Antigua
Argentina Antigua es una colonia de la alcaldía Miguel Hidalgo. 

## Geografía
Se localiza entre las colonias Ampliación Torre Blanca, San Joaquín, Torre Blanca, Argentina Poniente y la colonia Nuevo México.
Sus límites son:
- Al norte, la Calzada México-Tacuba
- Al sur, la calle Ignacio Allende
- Al oriente, la calle General Arista
- Al poniente, la calle Lago San Martín

## Geografía física

### Clima
El clima que predomina en la colonia Argentina Antigua es templado con lluvias en verano, presenta una temperatura anual aproximada de 15°C.

## Cultura
En su demarcación se encuentra la instalación cultural y biblioteca Faro del Saber Argentina.
En la colonia se encuentra el templo católico Parroquia Inmaculada Concepción y Santa María Goretti.

## Desarrollo social
El desarrollo social de la colonia Argentina Antigua, la cual cuenta con una población de 6 094 personas, con un desarrollo social de 0.7993, teniendo un grado de desarrollo bajo. La colonia tiene un índice delictivo alto. Cuenta con un área verde, el Parque Recreativo Familiar Caneguin.